# Vibilia caeca
Vibilia caeca is een vlokreeftensoort uit de familie van de Vibiliidae. De wetenschappelijke naam van de soort is voor het eerst geldig gepubliceerd in 1955 door Bulycheva.